# Oroszország folyóinak listája
Oroszország legnagyobb folyója a Léna, a Jenyiszej és az Ob (az Irtissel). Mindhárom szibériai folyam a Jeges-tenger valamelyik peremtengerébe torkollik. Egyik folyamot sem lehet „a” legnagyobbnak nevezni, ugyanis a leghosszabb a Léna, vízgyűjtő terület tekintetében legnagyobb az Ob, és a legbővebb vizű a Jenyiszej (közepes vízhozamnál) – ha a folyókat önmagukban nézzük. Ha azonban hosszukat a legtávolabb eredő mellékfolyójuk forrásától számítjuk, akkor más eredményre jutunk. Az európai országrész legnagyobb folyója egyértelműen a Volga, mely a Kaszpi-tengerbe (Kaszpi-tóba) ömlik.
Ez a lap Oroszország nagyobb folyóit két szempont szerint listázza. Az első, hosszabb lista a folyókat, folyórendszereket a tengerek vízgyűjtője szerint csoportosítva tünteti fel, a másodikban a folyók szócikkei ABC-sorrendben vannak. (A két lista nem pontosan ugyanazokat a folyókat tartalmazza).

## Folyók listája az egyes tengerek vízgyűjtő területe szerint

### AFekete-és azAzovi-tengervízgyűjtője
- Dnyeper
  - Gyeszna
    - Szejm

  - Vorszkla
- Don
  - Donyec
- Kubán

### ABalti-tengervízgyűjtője
- Nyugati-Dvina (Daugava)
- Nyeman
- Néva
  - Volhov (a Ladoga-tóba torkollik)
- Narva

### ABarents-tengervízgyűjtője
- Pecsora
  - Usza
    - Kolva

  - Izsma
  - Pizsma
  - Cilma
  - Ilics

### AFehér-tengervízgyűjtője
- Északi-Dvina
  - Szuhona
  - Jug
    - Luza

  - Vicsegda
    - Vim
    - Visera
    - Sziszola

  - Pinyega
  - Vaga
- Mezeny
  - Vaska
- Onyega
- Kem

### AKara-tengervízgyűjtője
Az Ob folyórendszere
- Ob)
  - Katuny
  - Bija
  - Tom
  - Csulim
    - Kija

  - Kety
  - Vaszjugan
  - Vah
  - Irtis
    - Isim
    - Tobol
      - Tura
        - Pisma
        - Tagil

      - Iszety
        - Miassz

      - Tavda
        - Lozva
        - Szoszva
        - Pelim

      - Ubagan
      - UJ

    - Om
    - Konda
    - Tara

  - Csaris
  - Alej
  - Vaszjugan
  - Nagy-Jugan
  - Északi-Szoszva
  - Csumis
  - Inya
  - Kazim
  - Poluj
  - Scsucsja

A Jenyiszej folyórendszere
- Jenyiszej
  - Angara
    - Barguzin (a Bajkál-tóba tokollik)
    - Felső-Angara (a Bajkál-tóba tokollik)
    - Szelenga (a Bajkál-tóba tokollik)
      - Csikoj
      - Hilok

    - Ilim
    - Taszejeva
      - Birjusza
      - Csuna

    - Oka

  - Alsó-Tunguszka
  - Köves-Tunguszka
    - Csunya

  - Kurejka
  - Abakan
  - Szim
  - Turuhan
  - Nagy-Heta
  - Tanama
  - Bahta
  - Kan

Egyéb folyók
- Taz
  - Hudoszej
  - Messzojaha
- Pjaszina
- Pur
  - Ajvaszedapur
  - Pjakupur
- Nadim

### ALaptyev-tengervízgyűjtője
A Léna folyórendszere
- Léna
  - Vityim
    - Cipa
    - Karenga
    - Kalar
    - Mama
    - Muja

  - Oljokma
    - Csara
    - Nyukzsa

  - Viljuj
    - Csona
    - Igiatta
    - Márha (Viljuj)
      - Morkoka

    - Tyukjan
    - Tyung

  - Aldan
    - Amga
    - Maja
      - Judoma

    - Tompó
    - Tyimpton
    - Ucsur
      - Gonam
        - Algama

  - Kirenga
  - Nyuja
  - Buotama
  - Csaja
  - Csuja
  - Kenkeme
  - Kuta
  - Lungha
  - Márha (Léna)
  - Menkere
  - Molodo
  - Motorcsuna
  - Muna
  - Nagy-Patom
  - Namana
  - Peleduj
  - Szinyaja
  - Szitte
  - Szoboloh-Majan
  - Tuolba
  - Ungyuljung

Egyéb folyók
- Olenyok
- Anabar
- Jana
  - Adicsa
- Hatanga
  - Heta
  - Kotuj
    - Mojero

  - Popigaj
    - Rasszoha
- Omoloj

### AKelet-szibériai-tengervízgyűjtője
- Ingyigirka
  - Szelennyah
  - Ujangyina
- Alazeja
  - Rosszoha

### ACsukcs-tengervízgyűjtője
- Kolima
  - Omolon
  - Anyuj
    - Nagy-Anyuj
    - Kis-Anyuj

  - Jaszacsnaja
  - Ozsogina

### ABering-tengervízgyűjtője
- Anadir
- Kamcsatka
- Velikaja

### AzOhotszki-tengervízgyűjtője
- Amur
  - Amguny
  - Arguny
    - Gazimur

  - Silka
    - Onon
    - Ingoda
    - Nyercsa

  - Zeja
    - Argi
    - Brjanta
    - Giljuj
    - Gyep (folyó)
    - Kupuri
    - Szelemdzsa
    - Tom
    - Urkan (bal)
    - Urkan (jobb)

  - Bureja
    - Nyiman
    - Tirma (folyó)
    - Tujun
    - Urgal

  - Szungari – (Szunghua csiang (Songhua jiang))
  - Usszuri
    - Bikin
- Penzsina
- Uda
  - Maja

### A lefolyástalanKaszpi-tengervízgyűjtője
A Volga folyórendszere
- Volga
  - Kosztroma
  - Unzsa
    - Nyeja

  - Vetluga
    - Nyeja
    - Vohma

  - Szura
    - Alatir

  - Oka
    - Ugra
    - Moszkva
    - Moksa
    - Kljazma
      - Nyerl

  - Káma
    - Ik
    - Kosza
    - Koszva
    - Visera
      - Kolva

    - Csuszovaja
      - Uszva
      - Szilva
        - Barda

    - Belaja
      - Ufa
        - Aj
        - Jurjuzany

      - Ursak
      - Bisztrij Tanip
      - Nugus
      - Szim
      - Gyoma

    - Vjatka
      - Kobra
      - Moloma
      - Pizsma
      - Belaja Holunyica
      - Csepca
        - Kosza

      - Kilmez

    - Ik

  - Szamara
    - Nagy-Kinyel

  - Nagy-Cseremsan
  - Nagy-Irgiz
  - Nagy-Koksaga

Egyéb folyók
- Urál
  - Ilek
  - Irtyek
  - Or
  - Szakmara
    - Nagy-Ik

  - Szuunduk
- Tyerek
- Kuma

## Nagyobb oroszországi folyók szócikkei ABC-sorrendben
(Az Oroszország folyói kategóriában az európai és az ázsiai folyók külön-külön kategóriát alkotnak.)

### A-H
Abakan, Adicsa, Aj, Ajvaszedapur, Alatir, Alazeja, Aldan, Alej, Alsó-Tunguszka, Amga, Amguny, Amur, Anabar, Anadir, Angara, Anyuj (Amur), Anyuj (Kolima), Argi, Arguny, Bahta, Bakcsar (folyó), Barda, Barguzin, Belaja, Belaja, Belaja Holunyica, Bergy, Bija, Bikin (Usszuri), Bira, Birjusza, Bisztrij Tanip, Borzja (folyó), Brjanta, Buotama, Bureja, Cilma, Cipa, Csaja, Csaja (Ob), Csara, Csaris, Csepca, Csikoj, Csona, Csuja, Csulim (Kis-Csani-tó), Csulim (Ob), Csumis, Csuna, Csunya, Csuszovaja, Daugava, Dnyeper, Don, Donyec, Északi-Dvina, Északi-Szoszva, Felső-Angara, Gazimur, Giljuj, Gonam, Gyep (folyó), Gyeszna, Gyoma, Harkiv (folyó), Hatanga, Heta, Hilok, Hudoszej,

### I-K
Igiatta, Ik, Iksza, Ilek, Ilics, Ilim, Ingoda, Ingyigirka, Inya, Inszar, Inzer, Irkut, Irtis, Isim, Iszety, Izs, Izsma, Jakobselva, Jana, Jaszacsnaja, Jenyiszej, Judoma, Jug, Juribej  (Gidai-félsziget), Juribej  (Jamal-félsziget), Jurjuzany, Kalar, Káma, Kamcsatka, Kan, Karaszuk (folyó), Karenga, Kargat (Csulim), Katuny, Kazim, Kenkeme, Kety, Kija, Kilmez, Kirenga, Kis-Anyuj, Kis-Cseremsan, Kis-Irgiz, Kis-Kinyel, Kis-Koksaga, Kitoj, Kljazma, Kobra, Kolima, Kolva (Usza), Kolva (Visera), Konda, Korkodon, Kosza (Csepca), Kosza (Káma), Kosztroma, Koszva, Kotuj, Köves-Tunguszka, Kubán, Kuloj (Mezenyi-öböl), Kuloj (Vaga), Kulunda (folyó), Kupuri, Kurejka, Kurlak, Kuta

### L-R
Léna, Liszva, Ljapin, Lopany, Lozva, Luga, Lungha, Luza, Maja (Aldan), Maja (Uda) Mama (folyó), Márha (Léna), Márha (Viljuj), Menkere, Messzojaha, Mezeny, Mezenyi Pizsma, Miassz, Mojero, Moksa, Molodo, Moloma, Moma (folyó), Morkoka, Moszkva, Motorcsuna, Muja, Muna, Nadim, Nagy-Anyuj, Nagy-Cseremsan, Nagy-Heta, Nagy-Ik, Nagy-Irgiz, Nagy-Jugan, Nagy-Kinyel, Nagy-Koksaga, Nagy-Patom, Namana, Narva, Néva, Nugus (folyó), Nyeglinnaja, Nyeja (Unzsa), Nyeja (Vetluga), Nyeman, Nyercsa, Nyerl, Nyica, Nyuja, Nyukzsa, Ob, Oka (Angara), Oka, Olenyok, Oljokma, Oloj, Om, Omoloj, Omolon, Onon, Or, Ozsogina, Paatsjoki, Parbig, Pecsora, Peleduj, Pelim, Penzsina, Pinyega, Pisma, Pizsma (Pecsora), Pizsma (Vjatka), Pjakupur, Pjaszina, Poluj, Popigaj, Pur, Rasszoha (Jaszacsnaja), Rasszoha (Popigaj), Rosszoha

### S-Z
Scsucsja, Scsugor, Silka, Szakmara, Szamara, Szejm, Szelemdzsa, Szelenga, Szelennyah, Szilva, Szim (Belaja), Szim (Jenyiszej), Szinya, Szinyaja, Sziszola, Szitte, Szjasz, Szoboloh-Majan, Szoszva, Szuhona, Szulak (folyó), Szuunduk,Szura, Szvijaga, Szvir (folyó), Tagil, Tanama, Tara, Taszejeva, Tavda, Taz, Tirma (folyó), Tobol, Tom, Tom (Zeja), Tompó, Tujun, Tumen (folyó), Tuolba, Tura, Turuhan, Tyecsa, Tyimpton, Tyukjan, Tyung, Ubagan, Ucsur, Uda (Ohotszki-tenger), Ufa, Ugra, Uhta, Uj (folyó), Ujangyina, Ungyuljung, Unzsa (Oka), Unzsa (Volga), Urál, Urgal, Urkan (Zeja, bal part), Urkan (Zeja, jobb part), Ursak, Usza, Uszva, Vaga, Vah, Vaska, Vaszjugan, Vetluga, Vicsegda, Viljuj, Vim, Visera (Káma), Visera (Vicsegda), Vityim, Vjatka, Vohma, Volga, Volhov (folyó), Vorszkla, Vuoksi, Zeja.